# Trash We'd Love
Trash We'd Love é o primeiro álbum longa lançado pelo The Hiatus em 27 de junho de 2009. Foi classificado em primeiro lugar no ranking da Oricon.